# Elina Kononen
Elina Kononen (* 20. Februar 1986 in Iisalmi) ist eine ehemalige finnische Squashspielerin.

## Karriere
Elina Kononen spielte von 2007 bis 2010 vereinzelt auf der WSA World Tour. Ihre höchste Platzierung in der Weltrangliste erreichte sie mit Rang 160 im April 2007. Mit der finnischen Nationalmannschaft nahm sie zwischen 2003 und 2014 elfmal bei Europameisterschaften teil. Insgesamt bestritt sie 57 Spiele für Finnland, von denen sie 26 gewann. 2010 und nochmals von 2013 bis 2015 wurde sie viermal finnische Meisterin. 

## Erfolge
- Finnischer Meister: 4 Titel (2010, 2013–2015)